# Chain of Rocks
Chain of Rocks – wieś w Stanach Zjednoczonych, w stanie Missouri, w hrabstwie Lincoln.